# Novafabricia triangularis
Novafabricia triangularis är en ringmaskart som beskrevs av Fitzhugh 1990. Novafabricia triangularis ingår i släktet Novafabricia och familjen Sabellidae. Inga underarter finns listade i Catalogue of Life.